# Helderheid (rapper)
Breyten Muskiet, beter bekend als Helderheid (Rotterdam, 16 juli 1978 - aldaar, 7 april 2004), was een Nederlands dichter en rapper. Hij was tussen 1995 en 2004 rapper van de groep De Tuigcommissie en werd met zijn kritische teksten alom gerespecteerd binnen het Nederlandse rapcircuit. Hij overleed op 25-jarige leeftijd.

## Levensloop

### Muziekcarrière
Helderheid maakte deel uit van de vierkoppige rapformatie de Tuigcommissie. Hij was voor het eerst te horen op het verzamelalbum Alle 13 Dope van het label Top Notch. Op die cd stonden enkele gevestigde namen als Def Rhymz en Extince, maar ook nieuw talent. Helderheid werd omgeschreven als een rauwe rapper met heel poëtische en filosofische teksten, geschreven vanuit zijn straatvisie. Ook stond Helderheid bekend om zijn MC-battles en improvisatieraps. De naam Helderheid zou verwijzen naar de zin "Hoor Elke Les Die Een Reden Heeft En Ignoreer Dwaasheid" die voorkomt in een van Helderheids rapteksten.
Op 7 april 2004 overleed Helderheid op 25-jarige leeftijd. Hij overleed in zijn slaap aan een hartstilstand. De rapper werd op 15 april 2004 begraven. Vrienden en collega-rappers hebben bekendgemaakt op zoek te zijn naar videomateriaal waarop Helderheid te zien is tijdens optredens. Helderheid liet de Tuigcommissie achter met diverse nummers als nalatenschap.

### Na zijn dood
Vanwege zijn bijdrage aan de Rotterdamse hiphop tijdens zijn actieve carrière werd het nummer Realiteit in 2006 wederom op een verzamelalbum gezet, namelijk de Rotterdam Mixtape die samengesteld was door de rapper U-Niq. Een aantal maanden erna werd een sportveld in de Zuid-Rotterdamse deelgemeente Feijenoord vernoemd naar de rapper. Het sportveld werd woensdag 16 mei 2007 officieel in gebruik genomen en is een kunstgrasveld waar jongeren kunnen voetballen.
In 2008 werd er als laatste eerbetoon het nummer 1 Helderheid uitgebracht met een bijbehorende videoclip. Hiermee bewezen zijn vrienden en collega-rappers van de Tuigcommissie nog een laatste eer aan de rapper. Datzelfde jaar werd ook nieuw materiaal uitgebracht in de vorm van muzikale bijdragen op nummers van andere artiesten. Helderheid is te horen in het nummer De Jungle, dat te vinden is op het album Bekende Nigga van de rapper Rocks. Hij is ook te horen in het nummer Wie het laatst Lacht, een nummer op Ex-Facta, het album van Tuigcommissie-lid Excellent.
Sinds 2008 wordt jaarlijks het Helderheidfestival georganiseerd op het Helderheidplein. Voorafgaand aan het festival is er een reeks open mics en voorrondes waaraan beginnende rappers kunnen meedoen en een optreden kunnen winnen tijdens het Helderheidfestival. Jaarlijks wordt er de Helderheidbokaal uitgereikt aan het beste rapoptreden. De Helderheidtalentenjacht is de eerste "positieve talentenjacht", waarbij het gaat om de tekst en inhoud die positief en realistisch dient te zijn.
De moeder van rapper Helderheid zet zich sinds het overlijden van haar zoon in voor het welzijn en de zelfredzaamheid van de jongeren in Rotterdam-Zuid. Samen met een harde kern van jongeren organiseert ze het festival en de open mics en geeft ze workshops op scholen, in gevangenissen en bij bedrijven en inspiratie-evenementen. Hierbij staat het positieve gedachtegoed van Helderheid centraal. 
In 2012 heeft de Helderheidgroep samen met lokale bedrijven en betrokkenen het Helderheidpodium gebouwd. Sinds 30 maart 2012 wordt het podium op het plein gebruikt voor optredens, maar ook voor andersoortige activiteiten, zoals kindervoorstellingen en werkgelegenheidbijeenkomsten. Sinds 2012 werkt de Helderheidgroep actief samen met bedrijven en organisaties om de positie van jongeren te verbeteren en samenwerking en begrip te stimuleren.

## Bekende citaten
De teksten van Helderheid kenmerken zich door een kritische visie op de maatschappij en het rapcircuit, vaak geschreven vanuit eigen ervaringen en het oogpunt van etnisch-culturele minderheden. Deze teksten zijn vaak geschreven met een poëtische en filosofische inslag, waardoor Helderheid in het ondergrondse rapcircuit een bescheiden populariteit toegedicht kreeg en gerespecteerd werd door andere rappers en journalisten, voornamelijk binnen zijn woonplaats Rotterdam, maar ook ver daarbuiten.
Citaten van Helderheid:
- "Er is geen tijd om stil te staan, we moeten roeien met de riemen die we hebben en doorgaan." (uit: Progressie)
- "Helderheid, nog steeds synoniem aan realiteit. Misschien wel de laatste MC die erover schrijft." (uit: Realiteit)
- "Nu is het tij gekeerd, en weet je het weer: Het is de commissie in je fissie als een volautomatisch geweer!" (uit: Sterker door strijd)
- "M'n streven is het realiseren van dromen, denk niet eens aan wat er is geweest, maar kijk naar wat er zal komen." (uit: Progressie)
- "De helft van jullie negers, kan mij niet eens zien, één kwart van jullie negers, diggt ons misschien. 15 procent haat ons, dus dan blijft er nog 10 procent over, met echte representers: geen uitslovers!" (uit: Invasie)
- "Het maakt niet uit waar we staan, overal kijken ze ons hetzelfde aan, ik noem het: onder ogen zien." (uit: Jungle)

Citaten over Helderheid:
- "Hij was eigenlijk de Nederlandse Biggie: niet alleen wat betreft voorkomen, maar ook qua teksten. Hij rapte over dat deel van de samenleving waar je nooit iets over hoort als het goed gaat in het land." - Kees de Koning.
- "Rappers zijn wazig, ze missen de basis, Nederhop mist Helderheid.." - Winne.
- "Trek 'm in twijfel, maar weet wanneer ik teksten schrijf / Mijn missie Progressie is mensen missen die Helderheid.." - Jiggy Djé
- "Mijn click is de ergste, we zijn sterker door strijd, pak een pen en ik schrijf voor Helderheid, want Helder die blijft.." - Excellent

## Discografie

### Losse nummers
| Single met eventuele hitnotering(en) in de Nederlandse Top 40 | Datum van verschijnen | Datum van binnenkomst | Hoogste positie      | Aantal weken         | Opmerkingen          |
| Met de Tuigcommissie                                          | Met de Tuigcommissie  | Met de Tuigcommissie  | Met de Tuigcommissie | Met de Tuigcommissie | Met de Tuigcommissie |
| ------------------------------------------------------------- | --------------------- | --------------------- | -------------------- | -------------------- | -------------------- |
| T.N.T. (Tuig Nederlandse Taal)                                | 1999                  | -                     | -                    | -                    |                      |
| Invasie                                                       | 2002                  | -                     | -                    | -                    |                      |
| Als soloartiest                                               |                       |                       |                      |                      |                      |
| Progressie                                                    | 2000                  | -                     | -                    | -                    |                      |
| Realiteit                                                     | 2002                  | -                     | -                    | -                    |                      |
| Wie het Laatst Lacht                                          | 2008                  | -                     | -                    | -                    | met Excellent        |
| De Jungle                                                     | 2008                  | -                     | -                    | -                    | met Rocks & Heinek'n |

### Gastoptredens
| Jaar | Track                          | Vorm (Album/Single/Mixtape/E.P.) | Naam                       | Album artiest     |
| ---- | ------------------------------ | -------------------------------- | -------------------------- | ----------------- |
| 2000 | Progressie                     | Verzamelalbum                    | Alle 13 Dope               | Top Notch (Label) |
| 2002 | Realiteit                      | Verzamelalbum                    | Homegrown 2002             | Top Notch (Label) |
| 2006 | Realiteit                      | Verzamelalbum                    | Rotterdam Mixtape          | U-Niq             |
| 2008 | Wie het Laatst Lacht           | Mixtape                          | EX-Facta                   | Excellent         |
| 2008 | De Jungle met Rocks & Heinek'n | Album                            | BN'er (Bekende N.i.g.g.a.) | Rocks             |